# Sílvio Mariola
Sílvio César Ferreira da Costa, também conhecido apenas como Sílvio ou Silvio Mariola (Niterói, 6 de março de 1970) é um ex-futebolista brasileiro que atuava como atacante.
Sílvio foi campeão paulista pelo Bragantino em 1990, vindo das categorias de base do Fluminense, onde teve destaque sendo campeão e artilheiro da Copa São Paulo de Juniores e também campeão da taça Guanabara. Depois de ser vice-campeão brasileiro pelo Bragantino foi vice-campeão da Copa América pela Seleção Brasileira principal em 1991, dirigida  por Paulo Roberto Falcão.
Campeão da Recopa pelo Grêmio em 1996, teve ainda passagens pela Europa (Logroñés e Braga) e por Paraná, Guarani, América Mineiro, Internacional, Gama, Bahia, São Caetano, São José, Inter de Limeira, Ceará, CRB e Olympic Beirute, sendo campeão libanês e campeão da copa do Líbano, sagrando-se ainda artilheiro das 2 competições e melhor jogador da temporada 2002/2003.
Encerrou sua carreira em 2005, após jogar o Campeonato Alagoano pelo Coruripe. Em 2018 foi contratado pelo Boca Raton FC, clube que disputa a United Premier Soccer League, para trabalhar na formação de jovens atletas.

## Títulos
Bragantino
- Campeonato Paulista: 1990[3]

Paraná Clube
- Campeonato Paranaense: 1995

Goiás
- Campeonato Goiano: 1996

Internacional
- Campeonato Gaúcho: 1997

Bahia
- Campeonato Baiano: 1999

Gama
- Campeonato Brasiliense: 2000

CRB
- Campeonato Alagoano: 2002